# Taborkerk (Ede)
De Taborkerk is een kerkgebouw in de Nederlandse plaats Ede. De kerk is van de hervormde Taborgemeente en vindt haar oorsprong in 1948 en maakt sinds 2004 deel uit van de Protestantse Kerk in Nederland. De naam verwijst naar de Taborberg in Israël.

## Gebouw
Het gebouw dateert uit 1953 en is op 26 augustus in gebruik genomen. De architect is B.W. Zijfers uit Ede. De totale bouwkosten bedroegen 105.000 gulden. In 1979 en 2007 wordt het interieur gewijzigd. In 1971 is de kerk uitgebreid met zalencomplex "Ons Huis".

### Orgel
In 1954 werd een orgel geplaatst dat gebouwd werd door de firma B. Koch (Apeldoorn). Dit orgel is in 1986 vervangen door het huidige orgel, dat gebouwd werd door de firma Gebroeders Van Vulpen (Utrecht). Adviseur bij de bouw was Jan Jongepier. In 2009 werd het orgel opnieuw geïntoneerd door Gert van Buuren.
Dispositie:
| Hoofdwerk (manuaal 1) C-f’’’    |    |
| Prestant                        | 8' |
| Roerfluit                       | 8' |
| Octaaf                          | 4' |
| Octaaf                          | 2' |
| Sesquialter 2 sterk bas/discant |    |
| Mixtuur 4-5 sterk               |    |
| Trompet bas/discant             | 8' |

| Bovenwerk (manuaal 2) C-f’’’ |    |
| Holpijp                      | 8' |
| Prestant                     | 4' |
| Roerfluit                    | 4' |
| Nasard                       | 3' |
| Woudfluit                    | 2' |
| Vox humana                   | 8' |

| Pedaal C-d’ |     |
| Bourdon     | 16' |
| Prestant    | 8'  |
| Bazuin      | 16' |

| Koppelingen           |
| Hoofdwerk aan Pedaal  |
| Bovenwerk aan Pedaal  |
| Manuaalkoppeling      |
| Tremulant gehele werk |

Mechanische sleepladen. Stemming: Van Buuren I. Deling bas/discant tussen c1/cis1.
Voor in de kerk staat een klein kistorgel. Dit is in 2014 aangeschaft en is eigendom van een gemeentelid. Het is omstreeks 1970 gebouwd door de Firma J. de Koff (Utrecht), en maakt deel uit van een serie kistorgels dat onder de naam Continuo werd geproduceerd. Toonhoogte en stemming zijn gelijk aan die van het Van Vulpen-orgel.
Dispositie:  
| Manuaal C-f’’’ |    |
| Holpijp        | 8' |
| Roerfluit      | 4' |
| Prestant       | 2' |

Allen gedeeld in bas/discant.

## De kerkgemeenschap in jaren

#### Fase 1: 1948-1956
De kerkgemeenschap begint als de "Nederlandse Hervormde Vereniging voor Evangelisatie te Ede". Deze vereniging wordt op 17 november 2006 opgeheven. De eerste kerkdienst vindt plaats op 17 oktober 1948 in de concertzaal "Buitenlust" aan de Stationsweg.

#### Fase 2: 1957-1964
De term 'noodgemeente' is van toepassing. Een noodmaatregel van de Synode waardoor het pastoraat met een minimale bezetting werd uitgevoerd. Er is geen sprake van een tweede zelfstandige Hervormde Gemeente in Ede.

#### Fase 3: 1965-1984
Op 1 januari 1965 kreeg de gemeente de status van een buitengewone wijkgemeente in wording. De gemeente kon nu zelf een kerkenraad kiezen. Het buitengewone verwijst naar het feit dat leden niet meer automatisch op basis van hun woonplek lid werden van deze gemeenschap, maar dat leden een bewust keuze konden maken om lid te worden.

#### Fase 4: 1985-30 april 2004
Wijziging naar een hervormde deelgemeente.

#### Fase 5: 1 mei 2004- heden
Aansluiting bij de Protestantse Kerk in Nederland. Er wordt toenadering gezocht tot de Gereformeerde Kerk en de Evangelisch-Lutherse Gemeente.

## Predikanten
- P.G. de Vey Mesdagh (vanaf 7 januari 1951)
- E. Smith (1954 - 18 januari 1971)
- P. Landweer (vanaf 27 april 1969)
- J.J. Nijenhuis (vanaf 24 juni 1973)
- H.J. Oortgiesen (vanaf 28 juni 1987 - 30 september 1992)
- J. van der Linden (vanaf 10 januari 1993)
- D. Parlevliet (1992 - 1998)
- G.H. Westra (28 maart 1999 - heden)

## Fotogalerij

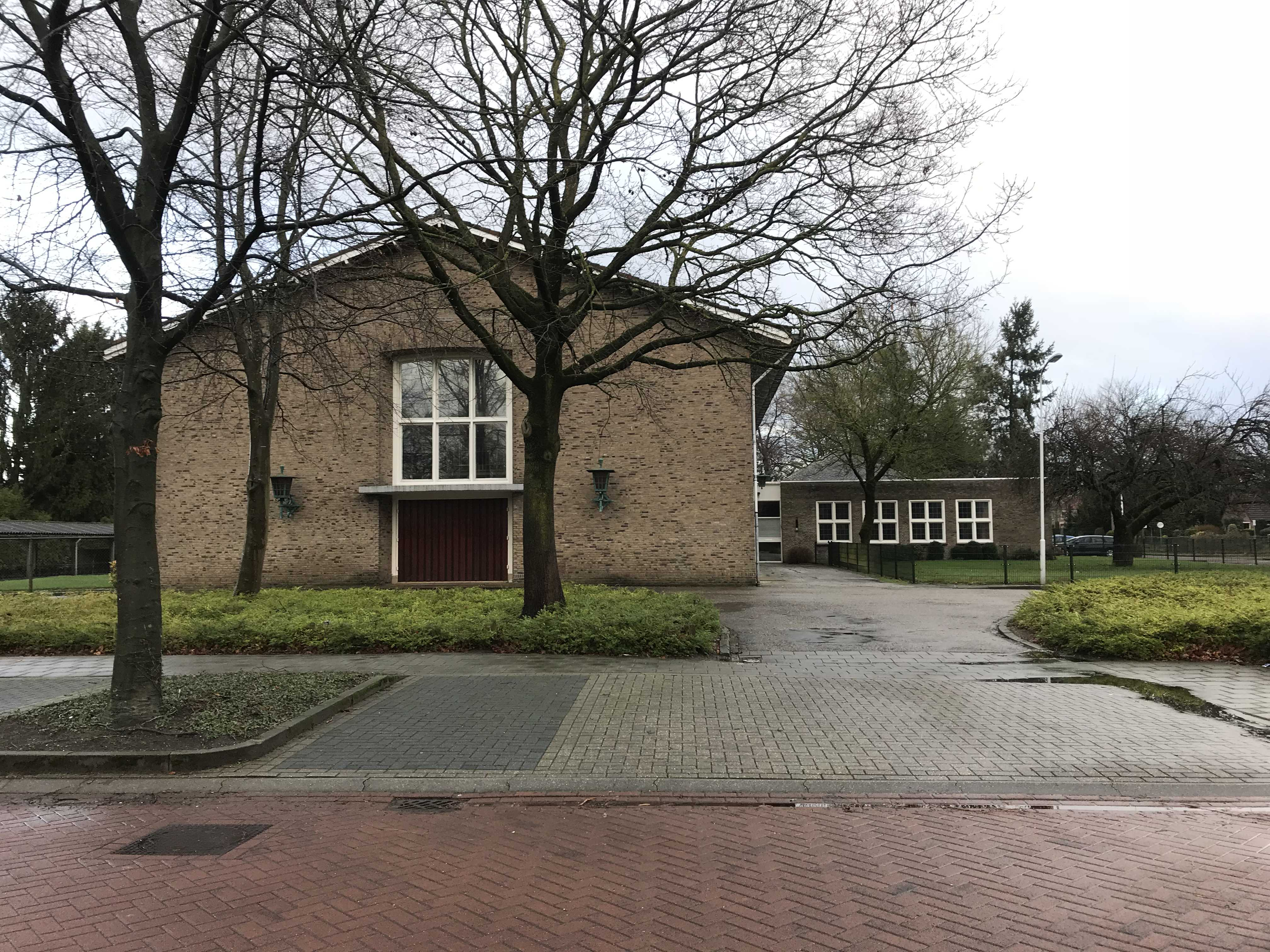
De Taborkerk, gelegen aan de Prinsesselaan 8 in Ede.
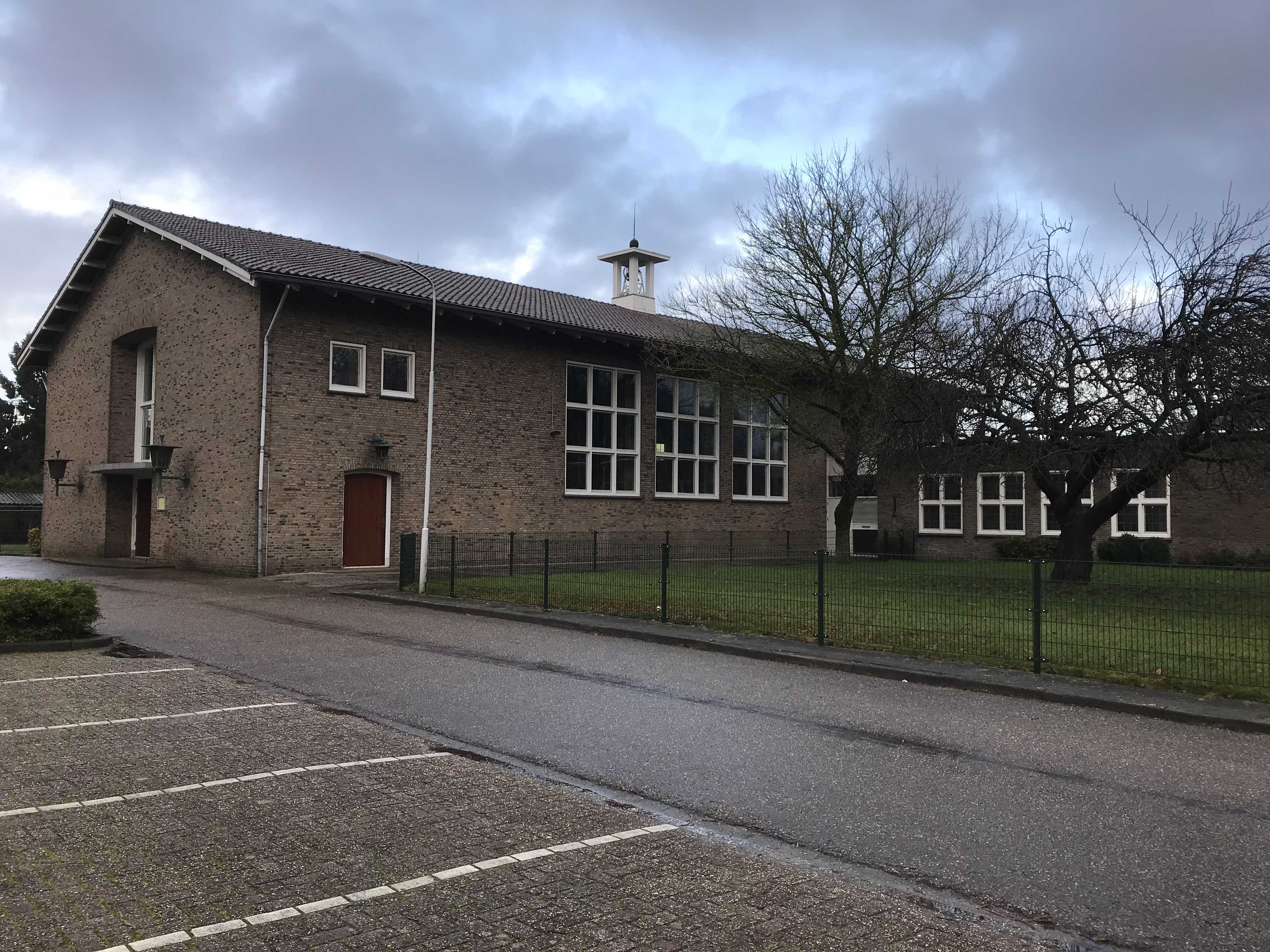
De Taborkerk, gelegen aan de Prinsesselaan 8 in Ede.
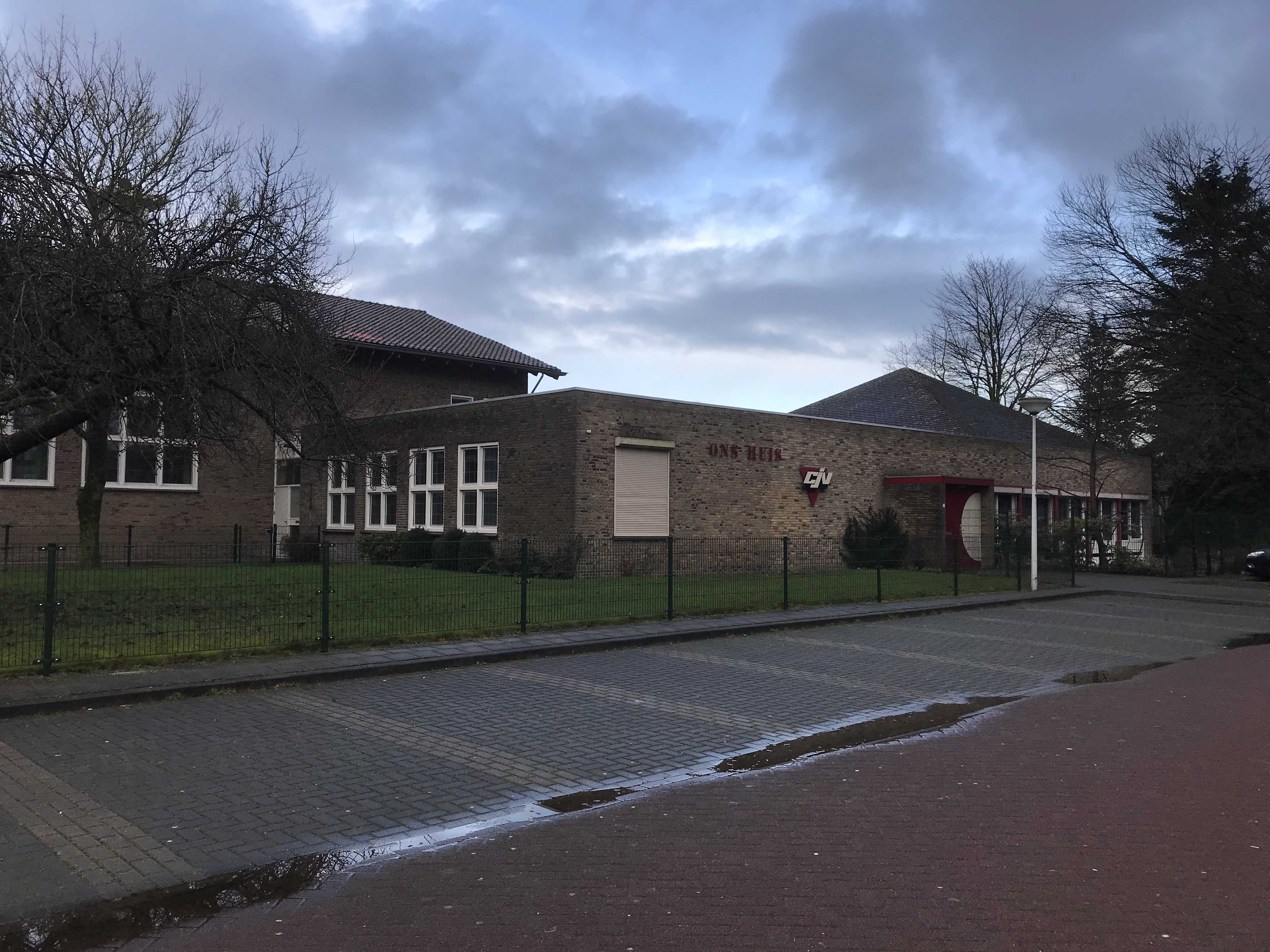
Zalencomplex "Ons Huis" bij de Taborkerk in Ede, gelegen aan de Hovystraat 2 in Ede.